# Фолкланд (Северна Каролина)
Фолкланд (енгл. Falkland) град је у америчкој савезној држави Северна Каролина.

## Демографија
По попису из 2010. године број становника је 96, што је 16 (-14,3%) становника мање него 2000. године.
| Група             | 2000.      | 2010.      |
| Белци             | 67 (59,8%) | 62 (64,6%) |
| Афроамериканци    | 34 (30,4%) | 18 (18,8%) |
| Азијати           | 0 (0,0%)   | 2 (2,1%)   |
| Хиспаноамериканци | 11 (9,8%)  | 10 (10,4%) |
| Укупно            | 112        | 96         |